# Чемпионат Эстонии по футболу
Чемпионат Эстонии по футболу (Премиум-лига, эст. Premium Liiga) или Мейстрилига (эст. Meistriliiga, [ˈmeistriliːɡ̊ɑː]) — высшая футбольная лига Эстонии.

## Формат
Современное существование лига начала в 1992 году. В лиге выступают 10 клубов, каждый играет с другим по 4 раза. Сезон длится с марта по ноябрь.
Чемпион Эстонии попадает во 2-й квалификационный раунд Лиги чемпионов. Команда, занявшая 2-е место, и обладатель национального Кубка выходят в Лигу конференций.
По окончании сезона клуб, занявший последнее место, вылетает в Первую лигу (Эсилигу), на смену ему приходит победитель Первой лиги, а предпоследний клуб Премиум-лиги играет переходные матчи с командой, занявшей 2-е место в Первой лиге.

## Чемпионы

### 1921—1944 годы[2]
| Сезон | Чемпион     |
| ----- | ----------- |
| 1921  | «Спорт»     |
| 1922  | «Спорт»     |
| 1923  | «Калев»     |
| 1924  | «Спорт»     |
| 1925  | «Спорт»     |
| 1926  | ФК «Таллин» |

| Сезон | Чемпион     |
| ----- | ----------- |
| 1927  | «Спорт»     |
| 1928  | ФК «Таллин» |
| 1929  | «Спорт»     |
| 1930  | «Калев»     |
| 1931  | «Спорт»     |
| 1932  | «Спорт»     |

| Сезон   | Чемпион          |
| ------- | ---------------- |
| 1933    | «Спорт»          |
| 1934    | «Эстония» Таллин |
| 1935    | «Эстония» Таллин |
| 1936    | «Эстония» Таллин |
| 1937/38 | «Эстония» Таллин |
| 1938/39 | «Эстония» Таллин |

| Сезон   | Чемпион          |
| ------- | ---------------- |
| 1939/40 | «Олюмпия» Тарту  |
| 1941    | не состоялся     |
| 1942    | «Тарту ПСР»      |
| 1943    | «Эстония» Таллин |
| 1944    | не состоялся     |

#### Титулы (1921—1944 гг.)
| Клуб             | Число побед |
| ---------------- | ----------- |
| «Спорт»          | 9           |
| «Эстония» Таллин | 6           |
| «Калев»          | 2           |
| ФК «Таллин»      | 2           |
| «Олюмпия» Тарту  | 1           |
| «Тарту ПСР»      | 1           |

### 1945—1991 годы[2]
| Сезон | Чемпион           |
| ----- | ----------------- |
| 1945  | «Динамо» Таллин   |
| 1946  | «Балтфлот» Таллин |
| 1947  | «Динамо» Таллин   |
| 1948  | «Балтфлот» Таллин |
| 1949  | «Динамо» Таллин   |
| 1950  | «Динамо» Таллин   |
| 1951  | «Балтфлот» Таллин |
| 1952  | «Балтфлот» Таллин |
| 1953  | «Динамо» Таллин   |
| 1954  | «Динамо» Таллин   |

| Сезон | Чемпион           |
| ----- | ----------------- |
| 1955  | «Калев» Таллин    |
| 1956  | «Балтфлот» Таллин |
| 1957  | «Калев» Юлемисте  |
| 1958  | «Калев» Юлемисте  |
| 1959  | «Калев» Юлемисте  |
| 1960  | СКФ Таллин        |
| 1961  | «Калев» Копли     |
| 1962  | «Калев» Юлемисте  |
| 1963  | «Темпо» Таллин    |
| 1964  | «Норма» Таллин    |

| Сезон | Чемпион            |
| ----- | ------------------ |
| 1965  | «Балтфлот» Таллин  |
| 1966  | «Балтфлот» Таллин  |
| 1967  | «Норма» Таллин     |
| 1968  | «Балтфлот» Таллин  |
| 1969  | «Двигатель» Таллин |
| 1970  | «Норма» Таллин     |
| 1971  | «Темпо» Таллин     |
| 1972  | «Балтфлот» Таллин  |
| 1973  | «Кренгхольм» Нарва |
| 1974  | «Балтика» Нарва    |

| Сезон | Чемпион            |
| ----- | ------------------ |
| 1975  | «Балтика» Нарва    |
| 1976  | «Двигатель» Таллин |
| 1977  | «Балтика» Нарва    |
| 1978  | «Динамо» Таллин    |
| 1979  | «Норма» Таллин     |
| 1980  | «Динамо» Таллин    |
| 1981  | «Динамо» Таллин    |
| 1982  | «Темпо» Таллин     |
| 1983  | «Динамо» Таллин    |
| 1984  | «Эстония» Йыхви    |

| Сезон | Чемпион                  |
| ----- | ------------------------ |
| 1985  | «Рыбокомбинат/ПМК» Пярну |
| 1986  | «Звезда» Таллин          |
| 1987  | «Темпо» Таллин           |
| 1988  | «Норма» Таллин           |
| 1989  | «Звезда» Таллин          |
| 1990  | ТФМК Таллин              |
| 1991  | ТФМК Таллин              |

#### Титулы (1945—1991 гг.)
| Клуб                     | Число побед |
| ------------------------ | ----------- |
| «Балтфлот» Таллин        | 10          |
| «Динамо» Таллин          | 10          |
| «Норма» Таллин           | 5           |
| «Калев» Юлемисте         | 4           |
| «Темпо» Таллин           | 4           |
| «Балтика» Нарва          | 3           |
| «Двигатель» Таллин       | 2           |
| «Звезда» Таллин          | 2           |
| ТФМК Таллин              | 2           |
| «Калев» Копли            | 1           |
| «Калев» Таллин           | 1           |
| «Кренгхольм» Нарва       | 1           |
| «Рыбокомбинат/ПМК» Пярну | 1           |
| «Эстония» Йыхви          | 1           |

### С 1992 года
| Сезон   | Чемпион       | Серебряный призер        | Бронзовый призер    |
| ------- | ------------- | ------------------------ | ------------------- |
| 1992    | «Норма»       | «Эсти Пылевкиви» (Йыхви) | ТФМК                |
| 1992/93 | «Норма»       | «Флора»                  | «Николь» (Таллин)   |
| 1993/94 | «Флора»       | «Норма»                  | «Николь» (Таллин)   |
| 1994/95 | «Флора»       | «Лантана»                | «Нарва-Транс»       |
| 1995/96 | «Лантана»     | «Флора»                  | «Тевальте-Марлекор» |
| 1996/97 | «Лантана»     | «Флора»                  | «Садам» (Таллин)    |
| 1997/98 | «Флора»       | «Садам» (Таллин)         | «Лантана»           |
| 1998    | «Флора»       | «Садам» (Таллин)         | «Лантана»           |
| 1999    | «Левадия»     | «Тулевик»                | «Флора»             |
| 2000    | «Левадия»     | «Флора»                  | ТФМК                |
| 2001    | «Флора»       | ТФМК                     | «Левадия»           |
| 2002    | «Флора»       | «Левадия»                | ТФМК                |
| 2003    | «Флора»       | ТФМК                     | «Левадия»           |
| 2004    | «Левадия»     | ТФМК                     | «Флора»             |
| 2005    | ТФМК          | «Левадия»                | «Нарва-Транс»       |
| 2006    | «Левадия»     | «Нарва-Транс»            | «Флора»             |
| 2007    | «Левадия»     | «Флора»                  | ТФМК                |
| 2008    | «Левадия»     | «Флора»                  | «Нарва-Транс»       |
| 2009    | «Левадия»     | «Калев» Силламяэ         | «Нарва-Транс»       |
| 2010    | «Флора»       | «Левадия»                | «Нарва-Транс»       |
| 2011    | «Флора»       | «Нымме Калью»            | «Нарва-Транс»       |
| 2012    | «Нымме Калью» | «Левадия»                | «Флора»             |
| 2013    | «Левадия»     | «Нымме Калью»            | «Калев Силламяэ»    |
| 2014    | «Левадия»     | «Калев Силламяэ»         | «Флора»             |
| 2015    | «Флора»       | «Левадия»                | «Нымме Калью»       |
| 2016    | «Инфонет»     | «Левадия»                | «Нымме Калью»       |
| 2017    | «Флора»       | «Левадия»                | «Нымме Калью»       |
| 2018    | «Нымме Калью» | «Левадия»                | «Флора»             |
| 2019    | «Флора»       | «Левадия»                | «Нымме Калью»       |
| 2020    | «Флора»       | «Пайде»                  | «Левадия»           |
| 2021    | «Левадия»     | «Флора»                  | «Пайде»             |
| 2022    | «Флора»       | «Левадия»                | «Пайде»             |
| 2023    | «Флора»       | «Левадия»                | «Калев» (Таллин)    |

#### Титулы (с 1992 г.)
| Клуб          | Число побед |
| ------------- | ----------- |
| «Флора»       | 15          |
| «Левадия»     | 10          |
| «Нымме Калью» | 2           |
| «Лантана»     | 2           |
| «Норма»       | 2           |
| ТФМК          | 1           |
| Инфонет       | 1           |

## Лучшие футболисты

### По сыгранным матчам
| Место | Страна  | Игрок             | Матчи |
| ----- | ------- | ----------------- | ----- |
| 1     | Эстония | Андрей Калимуллин | 517   |
| 2     | Эстония | Станислав Китто   | 515   |
| 3     | Эстония | Максим Грузнов    | 494   |
| 4     | Эстония | Константин Нахк   | 481   |
| 5     | Эстония | Маркус Юргенсон   | 457   |
| 6     | Эстония | Тармо Неэмело     | 450   |
| 7     | Эстония | Денис Малов       | 439   |
| 8     | Эстония | Сергей Казаков    | 432   |
| 9     | Эстония | Виталий Лейтан    | 418   |
| 10    | Эстония | Андре Фролов      | 397   |

По состоянию на 6 декабря 2020.
Игроки выделенные жирным шрифтом играли в сезоне 2020 года.

### По забитым голам
| Место | Страна  | Игрок              | Голы |
| ----- | ------- | ------------------ | ---- |
| 1     | Эстония | Максим Грузнов     | 304  |
| 2     | Эстония | Вячеслав Заховайко | 211  |
| 3     | Эстония | Тармо Неэмело      | 196  |
| 4     | Эстония | Андрей Крылов      | 162  |
| 4     | Эстония | Виталий Лейтан     | 162  |
| 6     | Эстония | Ингемар Теэвер     | 157  |
| 7     | Эстония | Константин Нахк    | 153  |
| 7     | Россия  | Дмитрий Липартов   | 153  |
| 9     | Эстония | Индрек Зелински    | 146  |
| 10    | Эстония | Альберт Проса      | 133  |

По состоянию на 6 декабря 2020.
Игроки выделенные жирным шрифтом играли в сезоне 2020 года.

### Известные иностранные игроки
- Азербайджан — Заур Тагизаде
- Финляндия — Юнатан Юханссон
- Гамбия — Янкуба Сисей
- Грузия — Отар Коргалидзе
- Гвинея — Усман Барри
- Япония — Хидэтоси Вакуи
- Латвия —
  - Александр Чекулаев
  - Виктор Добрецов
- Литва — Виктор Ольшанский
- Россия — Никита Андреев

## Рекорды
С 1992 года
- Наибольшее число забитых мячей и лучшая разница забитых/пропущенных голов: «Норма» 102:16 в 22 матчах (4,64 за матч забитых; 3,91 средняя разница) — сезон 1992/93[4]
- Наибольшее число пропущенных мячей и худшая разница забитых/пропущенных голов: «Аякс Ласнамяэ» 11:192 в 36 матчах (5,33 за матч пропущенных; -5,03 средняя разница) — сезон 2011. Клуб значительно ухудшил предыдущие антирекорды (были: по пропущенным голам 4,59 в сезоне 1993/94[5], а по разнице −3,93 в сезоне 2003[6])